# VK Dinamo Krasnodar
VK Dinamo Krasnodar är en volleybollklubb (damer) från Krasnodar, Ryssland. Klubben grundades 1946 och debuterade direkt i högsta serien, där de kom på elfte plats av arton lag. Därefter spelade de i regionala serier fram till 1955 då de återkom till högsta serien. Under en lång rad år kom de sedan att ömsom åka ur högst serien, ömsom återvända. Med undantag för en vinst i ryska cupen 1994 vann de inte några titlar. Trenden fortsatte även efter Sovjetunionen sönderfall. 
Efter att de återkommit till superligan säsongen 2009-2010 har de dock nått avsevärda framgångar, framförallt internationellt. De kvalificerade sig direkt för CEV Cup där de nådde finalen 2010-2011. De vann sedan CEV Challenge Cup 2012-2013 samt CEV Cup 2014-2015 och 2015-2016. De blev inbjudna till världsmästerskapet i volleyboll för klubblag 2015 och nådde där finalen.